# Fernando Sanclemente Molina
Fernando Sanclemente Molina (1942-11 de julio de 1988) fue un abogado, economista, escritor, periodista, empresario ganadero, político y diplomático colombiano, miembro del Partido Conservador Colombiano.
Sanclemente ocupó varios cargos públicos en su trayectoria, siendo concejal de Bogotá, diputado de la Asamblea de Cundinamarca, representante a la cámara y senador, entre 1982 y 1986; a principios de los años 80 fundó el movimiento Conservatismo Popular, con el cual ejerció amplia influencia en el conservatismo oficial, llegando a ser su director nacional en 1984. Era partidario del sector ospino-pastranista del partido.
Se desempeñó también como periodista, escribiendo para Reflector, El País de Álvaro Lloreda, y El Siglo de Laureano Gómez, todos ellos periódicos conservadores.

## Familia
Sanclemente pertenecía a la aristocracia local, vinculada con el Partido Conservador.
Era hijo de Julio Sanclemente Soto, quien era sobrino bisnieto del expresidente conservador Manuel Antonio Sanclemente Sanclemente. Uno de sus parientes por esta línea era cuñado del expresidente liberal Virgilio Barco, ya que una de sus hermanas estaba casada con un bisnieto de Sanclemente. Otro de sus parientes era el político Manuel María Sanclemente Cabal, sobrino de Sanclemente Sanclemente.
Su padre también era cuñado del policía y ex registrador de Colombia, Gral (r) Francisco Rojas Scarpetta, quien dirigió la Policía de Colombia entre 1952 y 1954. Por su parte su madre era Carmen Molina Martínez. Eran sus hermanos Beatriz, Carmen Tulia y Francisco José Sanclemente Molina (político conservador).

### Matrimonio y descendencia
Sanclemente se casó con Liliana Alzate Ronga, hija del político conservador Gilberto Alzate Avendaño, con quien tuvo a sus hijos Fernando, Adriana y Gilberto Ronga. Fernando fue embajador de Colombia en Uruguay.

## Legado
Por medio de la Resolución 099 del 12 de julio de 1988, el Congreso de Colombia le rindió homenaje a los restos de Sanclemente.
Sanclemente creó la Asociación General Rafael Reyes, entidad sin ánimo de lucro que se dedica al estudio de los problemos socioeconómicos de la sociedad colombiana. El nombre de la entidad fue tomado del expresidente Rafael Reyes Prieto, de quien Sanclemente era admirador. Su asociación ahora es dirigida por uno de sus hermanos y empresarios como José Félix Lafaurie (esposo de la congresista María Fernanda Cabal y padre del político Juan José Lafaurie).
También se creó la Asociación Para El Fomento Del Estudio Y La Investigación Fernando Sanclemente Molina, entidad sin ánimo de lucro.
Su caudal político, por su parte, lo tomó su hermano Francisco José.

## Obras
- Grupos de presión (1965).
- De la inconstitucionalidad, la inconveniencia e incontemporaneidad del Concordato (1976).
- Ideas Conservadoras ¿Una Solución para Colombia? (1985), con Antonio Caballero.